# Richard Attipoé
Richard Attipoé, né le 20 avril 1957 et décédé le 3 juin 2007, est un homme politique togolais. Il a servi dans le gouvernement du Togo en tant que ministre de la Jeunesse et des Sports de septembre 2006, à juin 2007 et a été membre du Rassemblement du peuple togolais (RPT), le parti au pouvoir.

## Biographie

### Engagement politique
Il est directeur de campagne du candidat du RPT Faure Gnassingbé à l'élection présidentielle de 2005. Lorsqu'il est allé voter le jour du scrutin, lui et deux de ses gardes du corps ont été tabassés ; il a déclaré que des partisans de l'opposition étaient responsables de cette agression. Il est également membre du comité central du RPT. 

### Décès
Il meurt dans un accident d'hélicoptère Paramount Airlines le 3 juin 2007 à l'aéroport international de Lungi près de Freetown, en Sierra Leone,, avec 21 autres personnes. Attipoé faisait partie d'une délégation togolaise assistant à un match de qualification de football pour la Coupe d'Afrique des Nations disputé à Freetown entre la Sierra Leone et le Togo. Après le match, ils ont été transportés à l'aéroport, où l'hélicoptère a pris feu et s'est écrasé alors qu'il tentait d'atterrir,,. Attipoé est enterré le 23 juin à Lomé.